# تیم ملی بسکتبال مردان پورتوریکو
تیم ملی بسکتبال پورتوریکو،توسط فدراسیون بسکتبال این کشور اداره می شود.

## تاریخچه
فدراسیون بسکتبال پورتوریکو در سال ۱۹۵۷به فدراسیون بین‌المللی بسکتبالپیوست. پورتوریکو در ۹ المپیک و ۱۲ جام جهانی شرکت کرده است ، اگرچه آنها در هیچ یک از مسابقات هرگز مدال کسب نکردند.